# Peter Kehne
Peter Kehne (* 5. Dezember 1953 in Kiel; † 10. August 2022 in Hannover) war ein deutscher Althistoriker.
Peter Kehne studierte Alte Geschichte, Astronomie, Chemie, Griechisch, Mittlere und Neuere Geschichte, Latein, Pädagogik, Philosophie und Physik an den Universitäten Kiel, Hannover und Göttingen. Von 1988 bis 1990 arbeitete er als wissenschaftlicher Mitarbeiter und wurde promoviert mit der Dissertation Formen römischer Außenpolitik in der Kaiserzeit. Die auswärtige Praxis im Nordgrenzenbereich als Einwirkung auf das Vorfeld.
Von 1990 bis 1992 folgte eine Dienstzeit bei der Niedersächsischen Landesregierung. Im Anschluss wurde er 1992 zur Universität Hannover versetzt und als Wissenschaftlicher Angestellter an das Institut für Entwicklungsplanung und Strukturforschung (IES) dauerhaft abgeordnet. Von 1992 bis 1994 war Kehne als Geschäftsführer der Forschungskommission des Landes Niedersachsen im Niedersächsischen Ministerium für Wissenschaft und Kultur tätig.
Seit 1994 war Kehne wissenschaftlicher Mitarbeiter für Alte Geschichte am Historischen Seminar der Gottfried Wilhelm Leibniz Universität Hannover. Im Wintersemester 1998/1999 hatte er zudem einen Lehrauftrag an der Universität Bremen. 2019 trat er in den Ruhestand.
Kehne verfasste eine Reihe von Artikeln in Der Neue Pauly und im Reallexikon der Germanischen Altertumskunde.

## Schriften
- Formen römischer Aussenpolitik in der Kaiserzeit: Die auswärtige Praxis im Nordgrenzenbereich als Einwirkung auf das Vorfeld. Dissertation, Universität Hannover, 1989.
- Studienbibliographie zur griechischen Geschichte in klassischer Zeit (500–404 v. Chr.). Unter besonderer Berücksichtigung der Beziehungen zwischen Athen und Ägina. Witte, Hannover 1998, ISBN 3-932152-30-1.
- Jan Bierweiler, Martin Scholz: Altertumswissenschaftliche Multimedia-Produktion mit den Autorensystemen Authorware und Director von Macromedia (= Computer und Antike. Bd. 7). Hrsg. und mit einem Vorwort versehen von Peter Kehne und Christoph Schäfer. Scripta-Mercaturae, St. Katharinen 2004, ISBN 3-89590-149-0.